# L'Autre Femme (film, 1980)
Pour les articles homonymes, voir L'Autre Femme.
Pour plus de détails, voir Fiche technique et Distribution.
L'Autre Femme (L'altra donna) est un film italien réalisé par Peter Del Monte, sorti en 1980.

## Synopsis
Olga est mariée à Philipp, un Américain. Elle est aussi la mère d'Andrea, un garçon de 10 ans. Philipp, froid et hostile, ne s'occupe pas d'elle. Il trompe Olga et leur mariage échoue rapidement. Regina, une Éthiopienne engagée comme femme de ménage, est l'un des soutiens d'Olga mais un jour Regina disparaît et Olga, seule et perdue, part à sa recherche.

## Fiche technique
- Titre original italien : L'altra donna[1]
- Titre français : L'Autre Femme[2]
- Réalisateur : Peter Del Monte
- Scénario : Peter Del Monte, Francesco Costa (it)
- Photographie : Tonino Nardi (it)
- Montage : Ursula West
- Musique : Renato Piemontese
- Décors : Elena Poccetto Ricci, Elena Ricci Poccetto
- Costumes : Clara Longo
- Production : Sergio Zavoli, Roberto Levi
- Sociétés de production : Rai Tre, ITF Polytel Italiana
- Pays de production :  Italie
- Langue originale : italien
- Format : Couleur
- Durée : 87 minutes
- Genre : Drame
- Dates de sortie :
  - Italie : septembre 1980 (Mostra de Venise 1980)
  - France : 14 janvier 1981[2]

## Distribution
- Marisa Merlini : la mère d'Olga
- Francesca De Sapio : Olga
- Fantu Mengasha : Regina
- Edmund Purdom : Philip
- Lidia Luzzi : Gloria
- Renato Beltramo : Pietro
- Fabrizio Nascimbene : Andrea